# Whatever You Want (sång)
Whatever You Want är en singel/låt inspelad av den brittiska rockgruppen Status Quo 1979. Låten är en av bandets mest kända och är skriven av gitarristen Rick Parfitt tillsammans med pianisten Andrew Bown. Låten var med på albumet Whatever You Want som också släpptes 1979.
B-sidan på singeln hette Hard Ride och skrevs av basisten Alan Lancaster tillsammans med Mick Green.
Lancaster stod även som sångare för denna låt.
Whatever You Want användes under 1990-talet i reklamkampanjer för bensinkedjan Shell.

## Instrumentsättning
- Rick Parfitt - sång, gitarr
- Francis Rossi - stämsång, gitarr
- Andrew Bown - klaviatur
- Alan Lancaster - bas
- John Coghlan - trummor

## Album som låten finns på
- Whatever You Want (1979)
- 12 Gold Bars (1980)
- Live At The N.E.C. (1982)
- Rocking All Over The Years (1991)
- Live Alive Quo (1993)
- "Whatever You Want" - the Very Best Of Status Quo (1997)
- Riffs (2003)
- XS All Areas - The Greatest Hits (2004)